# Balbalan
Balbalan (Bayan ng Balbalan) är en kommun i Filippinerna. Kommunen ligger på ön Luzon, och tillhör provinsen Kalinga. Folkmängden uppgår till 11 934 invånare.
Balbalan är indelat i 14 barangayer.